# Спартак (хокейний клуб, Суботиця)
Хокейний клуб «Спартак» (серб. Хокејашки клуб Спартак) — хокейний клуб з м. Суботиці, Сербія. Заснований 1945 року. Виступає у Сербській хокейній лізі. Домашні матчі проводить на міській ковзанці (1,000 місць).